# Maria Wallberg
Maria Wallberg, född 28 november 1979, är en svensk programledare, reporter och sportkommentator i Sveriges Television.

## Bakgrund
Maria Wallberg simmade samt gick på ridskola som barn. Simningen tog över och i tonåren spelade hon vattenpolo på elitnivå.

## Karriär
Wallberg började arbeta på SVT 2005. Hon är programledare och reporter för Sportnytt och Sportspegeln samt delar programledarskapet i Lilla Sportspegeln. Hon är därtill programledare för SVT:s sändningar från SM-veckan. Under Stockholm International Horse Show 2006 var hon reporter, vilket ledde till att hon blev kommentator och senare även programledare inom ridsport.
Wallberg är reporter i SVT:s simsändningar, vilket hon var under olympiska sommarspelen 2008 i Peking och vid olympiska sommarspelen 2012 i London. Under OS 2012 kommenterade hon även banhoppning. År 2020 medverkade hon i radiosportens dokumentär Thorpedens hemlighet. om den australiske simstjärnan Ian Thorpe.
Wallberg noterade 2023 att hon arbetat på SVT i 18 år, och nämnde SM-veckan som sin personliga favorit bland de många sportevenemang hon bevakar.